# Petrophile trifida
Petrophile trifida är en tvåhjärtbladig växtart som beskrevs av Robert Brown. Petrophile trifida ingår i släktet Petrophile och familjen Proteaceae. Inga underarter finns listade i Catalogue of Life.